# Jakub Heilpern
Jakub Heilpern (ur. 3 lutego 1850 w Warszawie, zm. 28 listopada 1910 w Gardone Riviera) – polski inżynier mechanik, autor publikacji o tematyce technicznej, redaktor „Przeglądu Technicznego”, czołowy szachista amator warszawski.

## Życiorys
W 1869 ukończył III Gimnazjum Klasyczne w Warszawie. Pod wpływem niemieckiego inżyniera Karla Culmanna zainteresował się naukami technicznymi i wybrał studia politechniczne - najpierw w Zurychu (1870-1872), gdzie Culmann był profesorem, potem w Monachium. Tam w 1874 uzyskał dyplom inżyniera. Przez kilka lat pracował w Bawarii — w urzędzie budowlanym w Ambergu (do 1875), na kolejach bawarskich, wreszcie w Süddeutsche Brückenbau A.G., gdzie miał okazję pracować pod kierunkiem inżyniera Heinricha Gerbera, pioniera zastosowania w mostach dźwigarów (nazwanych później dźwigarami Gerbera). Od 1879 Heilpern był zatrudniony w sosnowieckim oddziale kolei warszawsko-wiedeńskiej. W styczniu 1881 osiadł w Warszawie, gdzie kontynuował pracę na tej kolei, kolejno jako referent, inżynier i od 1895 starszy inżynier biura wydziału drogowego.
Pracę zawodową łączył z aktywnością na polu piśmiennictwa technicznego. Był autorem szeregu prac z techniki i przyrody, głównie na łamach „Inżynierii i Budownictwa” i „Przeglądu Technicznego”. W tym ostatnim czasopiśmie pełnił w latach 1886-1888 obowiązki zastępcy redaktora, a od października 1900 do 1908 redaktora naczelnego. Należał do pierwszych polskich propagatorów poglądów Darwina, których bronił m.in. w artykule Teoria Darwina i jej stanowisko wobec religii i moralności (1869, w „Gazecie Polskiej”). Do najcenniejszych prac Heilperna można zaliczyć m.in. Własności stali, służącej do wyrobu szyn (1886), dwutomowy podręcznik Nauka mularstwa (część I Wiadomości z nauk zasadniczych 1894, część II Materiały mularskie 1896), artykuł racjonalizatorski odnośnie do oznaczeń w polskiej terminologii technicznej W sprawie ujednostajnienia znakowania w naukach matematycznych i technicznych (1885). W „Przeglądzie Technicznym” ogłosił m.in. Nowe systemy parowozów bez palenisk, w szczególności parowozy systemów Francqua i Honigmana (1884), Nasycenie podkładów w państwie rosyjskim (1886), Podkłady drewniane poprzeczne w torach dróg żelaznych (1887), Kominy fabryczne murowane (1887), Kolejki wąskotorowe przenośne w Królestwie Polskim (1887), Pociągi omnibusowe na drogach żelaznych parowozowych (1888), Podkłady żelazne i stalowe (1896), a w „Inżynierii i Budownictwie” Siła wiatru ze szczególnym uwzględnieniem konstrukcji mostów i dachów (1882), Zasady budowy dróg wiejskich (1884-1885). Tłumaczył również publikacje techniczne z języka niemieckiego. Wielokrotnie zasiadał w technicznych komisjach konkursowych.
Od lat 80. XIX wieku Jakub Heilpern należał do stałych bywalców warszawskich kawiarni szachowych, wynosząc to zainteresowanie prawdopodobnie z wcześniejszych studiów w Niemczech. Na przełomie 1883 i 1884 zajął dzielone V-VI miejsce w mistrzostwach Warszawy, zdobywając w 22 partiach 13,5 pkt. W 1887 rozegrał w Warszawie mecz z Janem Taubenhausem, znanym w Europie szachistą i mistrzem gry symultanicznej, i skazywany przez obserwatorów na porażkę odniósł niespodziewane zwycięstwo; rywal wycofał się ze spotkania, zaplanowanego pierwotnie do sześciu wygranych, po czterech przegranych partiach, trzech remisach i dwóch zwycięstwach. Sukces inżyniera Heilperna był tym większy, że przegrany Taubenhaus wyjechał niebawem do Paryża i wygrał tam silnie obsadzony turniej.
Był także stałym uczestnikiem konkursów szachowych na łamach „Kuriera Warszawskiego”, pisując pod pseudonimem K. Zob. Od drugiej połowy lat 90. ograniczył udział w życiu szachowym, zajęty pracą zawodową, być może także ze względów zdrowotnych. Od młodości cierpiał na głuchotę. Po dłuższej chorobie, którą kurował najpierw w Wiedniu, a potem we Włoszech, zmarł w listopadzie 1910. 